# 88 Virginis
88 Virginis är en orange jätte i Jungfruns stjärnbild.
Stjärnan har visuell magnitud +6,57 och kräver fältkikare för att kunna observeras. Den befinner sig på ett avstånd av ungefär 475 ljusår.